# Fort Kent (Alberta)
Ne doit pas être confondu avec Fort Kent.
Fort Kent est un hameau (hamlet) de Bonnyville No 87, situé dans la province canadienne d'Alberta.

## Démographie
En tant que localité désignée dans le recensement de 2011, Fort Kent a une population de 220 habitants dans 90 de ses 91 logements, soit une variation de 10.0% par rapport à la population de 2006. Avec une superficie de 0,337 6 km2, le hameau possède une densité de population de 651,658 8 hab/km2 en 2011.
Concernant le recensement de 2006, Fort Kent abritait 200 habitants dans 68 de ses 71 logements. Avec une superficie de 0,337 6 km2, le hameau possédait une densité de population de 592,4 hab/km2 en 2006.